# 타이지 (관직)
타이지(台吉, ᠲᠠᠶᠢᠵᠢ Tayiji, Тайж)는 몽골 귀족의 칭호이며, 청(淸)에서는 공식적으로 몽골 왕공(王公)에게 주어진 작위였다. 태사에서 유래한 타이시와는 다른 직책이다.

## 몽골 부락
북원(北元) 멸망 후, 본부의 몽골인은 징기스칸(成吉思汗, Genghis Khan) 후예의 황금가문의 성원을 타이지라고 했다. 이는 중국어 '태자(太子)'가 음변(音變)된 것이다. 타이지 가운데 지위가 높은 타이지를 '콩타이지'라고 하였으며, 중국 문헌에서는 '혼태길(琿台吉)' 혹은 '황태길(黃台吉)'로 음차하여 표기하였는데, 이는 중국어 '황태자(皇太子)'의 음이 변한 것이다.

## 청대
청대(淸代)에 타이지는 몽골 귀족의 작위 중 하나였다. 내자사크몽골(內札薩克蒙古)과 외자사크몽골(外札薩克蒙古)의 보르지기트(博爾濟吉特)씨의 칸(汗), 왕(王), 버일러(貝勒), 버이서(貝子), 공(公) 등의 왕공(王公)을 제외하고, 기타 귀족은 모두 타이지였다. 타이지에는 집정하였던 자사크(札薩克) 타이지, 한산(閑散, 집정하지 않음) 타이지, 세습하는 타이지, 세습하지 않는 타이지가 있다. 내자사크몽골 49개 기(旗) 가운데, 투머트좌익기(土默特左翼旗, 현재 요녕성遼寧省 부신몽고족자치현阜新蒙古族自治縣)과 카라친부(喀喇沁部) 두 기의 자사크는 타이지가 아니라 타부낭(塔布囊)이라 하였는데, 이들은 보르지기트씨가 아니라 젤메(者勒蔑)의 후예인 우량하이(烏梁海)씨였기 때문이다. 그들의 조상 역시 대대로 타부낭이라는 칭호를 사용하였다. 일부 오이라트(衛拉特, Oirat)의 초로스(綽羅斯, Choros)씨 귀족과 회부왕공(回部王公)도 타이지 칭호가 있었다.
순치(順治) 18년(1661), 청 조정은 타이지 직함을 1품에서 4품에 해당하는 지위로까지 올렸다. 사후에는 작위는 자손이나 친형제에게 계승되었다. 건륭(乾隆) 17년(1752), 성년 칸, 화석친왕(和碩親王)의 아들 및 동생은 1등타이지, 다라군왕(多羅郡王)과 버일러(貝勒)의 아들 및 동생은 2등타이지, 버이서(貝子)와 버일러(貝勒, 기내旗內 작위로, 이전의 버일러와는 차이가 있는, 일반 왕공)의 아들 및 동생은 3등타이지였다. 1•2•3•4등 타이지의 자손은 모두 4등타이지였다. 타이지의 여러 아들 가운데 1명만이 타이지 작위를 계승하였다. 황제의 명으로 작위를 얻은 미성년 타이지는 성년 타이지와 다르지 않은 대우를 받았다.
각 기(旗) 자사크 외에, 내자사크 집정 타이지인 타부낭은 협리(協理)를 포괄하였는데, '협리'(ᠲᠤᠰᠠᠯᠠᠭᠴᠢ туслагч)는 자사크의 기무(旗務)를 협력하여 도왔다. 결(缺)이 발생하면, 자사크가 한산왕(閑散王) 이하 타이지(타부낭)이상 맹장(盟长)을 회동하여 보거(保舉)가 정(正)을 받아 부(部)에 배송(陪送)하면 인견(見见)하고 보방(補放, 결원 보충 후 배치)하였다. 기내 자사크 결원 시, 협리타이지는 자사크 직능을 대행하였다. 이외에도 관아, 역참, 군대(軍臺), 카룬(卡倫), 목창(牧廠), 둔전(屯田) 등에 파견되어 주둔하고 임무를 맡는 각 급 타이지도 있었다.
타이지 역시 청 조정의 귀부 하사크(哈薩克) 부락 '버이(貝伊)' 혹은 '비(比)'에 대한 봉호이기도 하였다.